# Narr på nocken
Narr på nocken är en deckare av Stieg Trenter, första gången utgiven på Albert Bonniers Förlag 1956. Den finns även översatt till finska.
Romanen belönades 1956 med Sherlock-priset. Den är en av titlarna i boken Tusen svenska klassiker (2009).

## Handling
Harry Friberg befinner sig i Levanto, Italien där han får besök av Peter Winter kallad "Halkan". Halkan ber Harry komma ner till Neapel för att se "Pojken" (Flying Boy) springa hem "Gran Premio di Napoli". Detta blir upptakten till en av de många mordgåtor som Harry Friberg har en osviklig förmåga att dras in i.   

## Persongalleri
- Harry Friberg, 31, fotograf, journalist och amatördeckare
- Vesper Johnson, kriminalintendent
- Peter "Halkan" Winter, reklamman
- Ture Vikbo, kamrer
- Simon Lycke, disponent, hästägare
- Raoul Gustafs, travkusk
- Gerhard Holster, tränarlärling/playboy
- Evert Jansson, hästskötare
- Harriet Pedersen, Lyckes ex-fru
- Waldemar Nord, korvskinnsfabrikant
- Elisabeth Nord, hans hustru